# Csáky Attila (producer)
Csáky Attila (Gyula, 1967. április 7. –) független filmproducer, a CameoFilm filmgyártó és filmforgalmazó stúdió alapítóigazgatója és a Fest;tisztít Galéria társtulajdonosa. 2009-ben elnyerte a 40. Magyar Filmszemle játékfilmes versenyében a legjobb producer díját. Felesége Juhász Anna irodalmár.

## Életpályája
Nagyapja, Csáky Kálmán (1918–2007) tanító, iskolaigazgató, helytörténész, Tápiószele és Medgyesbodzás díszpolgára, a múzeumbaráti kör alapító elnöke volt. A második világháborúban az orosz frontra vezényelték, ahonnan visszatért és doni naplója alapján – akarata szerint – unokája 2018-ban kiadta az Egy 32-es baka a Donnál című kötetet. Az 1954-ben bemutatott, Makk Károly és Várkonyi Zoltán rendezte Simon Menyhért születése erdész nagybátyjáról és feleségéről szól, akihez sok művész járt, többek között Déry Tibor is (aki megírta a neki elmesélt történetet) és részt vett a forgatásban, így sokat mesélt unokaöccsének a filmről és a forgatásról.
Egerben járt iskolába, ahol az ott működő filmklubban már elköteleződött a mozgókép irányába. 20 évesen ment be a filmgyárba. Egy évig világosítóként dolgozott, hogy minél közelebb legyen a forgatásokhoz és várta a lehetőségeket, hogy felvételvezető vagy rendezőasszisztens lehessen. Ezt látva a Mafilm igazgatója megtette felvételvezető gyakornoknak. Sokat dolgozott ekkor Enyedi Ildikóval, Siklósi Szilveszterrel, Tímár Péterrel, Gyarmathy Líviával a Tanmesék, a Mielőtt befejezi röptét a denevér, Az én XX. századom, a Recsk, és a Faludy György portréfilm forgatásán, Sarudi Gábor felügyelete alatt. Később felvételvezető II, majd felvételvezető I lett belőle. Ismert nagyjáték- és dokumentumfilmeken, reklámfilmeken és egyéb médiatermékeken dolgozhatott. A Mafilm 1992 végére felszámolás alá került. Ekkortól szabadúszó felvételvezető, gyártásvezető volt. Jeles Andrással, Szász Jánossal és Mészáros Mártával dolgozott együtt.
Még az 1990-es évek elején egy képzőművészeti alappal összeállva, többedmagával létrehozta a Mongúz Stúdió Budapest független alkotóközösséget. E cég alapító tagjaként a nemzetközi művészeti projektek producere volt. Többek között olyan művészeket hívtak meg Magyarországra, mint Gilbert és George, az angol képzőművészpáros (1992-ben a forgatást MEKS, azaz Manuela-Esther Kreissl-Sanchez kubai-német származású képzőművész fotókon örökítette meg), vagy Joel-Peter Witkin, amerikai kortárs fotóművész. Otto Dixről, a híres német expresszionista festőről is készítettek filmet, de koprodukcióban részt vettek Mészáros Márta A magzat című filmjénél is. Szintén az évtized első felében  a Magyar Televízió Fiatal Művészek Stúdiójában az ifjúsági sáv dokumentumfilmjeinek készítője volt és egy Bécsben rendezett osztrák–magyar „Búcsúzóul mondj halkan szervuszt ...” című emlékkiállítás producereként is dolgozott.
Az 1990-es évek végén Kántor László hívta a Budapest Filmstúdióba, ahol gyártási és gazdasági igazgatóként dolgozott, így nem csak a gyártásra volt rálátása, hanem a forgatás beindításáig kreatívan részt vett a forgatókönyvek kidolgozásában is. Eközben az Iparművészeti Egyetem vizuális kommunikáció szakán produkciós vezetőként fiatal videoművészek munkáit segítette és MTM Kommunikáció (később MTM-SBS TV2) gyártási konzultánsa is volt. Amikor elindult A Hídember, Bereményi Géza fölkérte főgyártásvezetőnek. Ezután a munka után döntött úgy, hogy teljesen saját lábra áll.
2003-ban megalapította a CameoFilm Filmgyártó és Filmforgalmazó Stúdiót, mellyel 2012-ben létrehozta a SANZONFILM Kft.-t is. Játékfilmeket, TV-filmeket és műsorokat, dokumentumfilmeket, animációs filmeket, irodalmi vlogokat és egyéb médiatermékeket gyárt és gyártat. A „cameo” egy filmes szleng szó, amit Hitchcock kapcsán használtak először, a stúdió nevében is a „benne vagy a műveidben” értelemben szerepel. Többek között itt készült: Mészáros Márta A temetetlen halott című játékfilmje, Rofusz Ferenc Ticket című animációs, és Xantus János Etetés című kisjátékfilmje illetve Bereményi Hóesés a Vízivárosban és Gödrös Frigyes Történetek az elveszett birodalomból című tévéfilmjei. 2009-ben  nyitott a nemzetközi piac felé.
2009-ben elnyerte a 40. Magyar Filmszemle játékfilmes versenyében a legjobb producer díját, 2011-ben pedig az európai filmeket népszerűsítő European Film Promotion világszervezet a Producers on the Move rendezvényen Európa ígéretes producerei között mutatta be a cannes-i filmfesztiválon a nemzetközi filmszakmának.
2016. április 7-én megnyitotta a budai Várfok utca 8. szám alatt a Fest;Tisztít Galériát, ami a független kortárs képzőművészet egyik befogadó helye, Szecsanov Martin operatőrrel közösen. A helyiség valaha egy régi tisztító volt, ami régi cégért megőrizve az a gondolat húzódik, hogy a tisztítás fogalmát újraértelmezve próbálják továbbvinni, és a filmes szemléletet bevinni a kiállítótér elképzelésbe.
Juhász Annával, Juhász Ferenc költő legfiatalabb lányával 2017. szeptember 23-án kötött házasságot. Közös gyermekük Csáky-Juhász Hermina (Mimi) 2018-ban született. Előző házasságából is van egy lánya, Lola (2006). Budai otthonukban az összhangra törekednek, támogatják egymást. Több közös munkájuk is volt, mint: a Pura Poesia Irodalmi notesz (amelyet a lakásukban forgatnak), illetve a Juhász Anna édesapjáról, a 90. születésnapja kapcsán elkészült A mindenség szerelmese című film, ami 2019-ben elnyerte a Magyar Filmhét legjobb hang díját, dokumentumfilm kategóriában.
2021-től a Színház- és Filmművészeti Egyetem Zsigmond Vilmos Mozgóképművészeti Intézet főgyártásvezetője, 2022-től intézetvezető helyettes.

## Díjai, elismerései
- Játékfilmes produceri díj (a Papírrepülők és az 1 című filmekért, 40. Magyar Filmszemle, 2009)[27]
- Meghívás a European Film Promotion(wd) Producers on the Move rendezvényére (Cannes-i fesztivál, 2011)

## Filmográfia

### Producer
| Filmcím                                    | Műfaj                 | Alkotók | Bemutató éve | Eredmények | Egyéb információk |
| ------------------------------------------ | --------------------- | --- | ------------ | --- | --- |
| Tiszta lap                                 | játékfilm             | Szirtes János, FeLugossy László (rendező, forgatókönyvíró); Klöpfler Tibor (operatőr)                                                                                              | 2002         | | Társproducer gyártó: Új Budapest Filmstúdió                                                                                 |
| Az ifjúság megnyugtat                      | játékfilm             | Bánóczki Tibor, Csáki László (rendező); Bánóczki Tibor (forgatókönyvíró); Csáki László (operatőr)                                                                                  | 2002         | | gyártó: Hipokaloric Group Duna Műhely, Road Movie, Mediawave                                                                |
| Hóesés a Vízivárosban                      | tévéjáték             | Bereményi Géza (rendező, író); Kardos Sándor (operatőr) | 2004         | | gyártó: CameoFilm |
| A temetetlen halott                        | játékfilm             | Mészáros Márta (rendező); Mészáros Márta, Pataki Éva (forgatókönyv), Gizela Miháliková, Jancsó Miklós (dramaturg); Jancsó Nyika (operatőr)                                         | 2004         | 2005 - Karlovy Vary-i Nemzetközi Filmfesztivál (versenyben) - Pessaci Nemzetközi Történelmi Film Fesztivál (versenyben) - Közönségdíj - Magyar Filmszemle (versenyben) - Legjobb színész: Cserhalmi György | gyártó: CameoFilm, Ars Media (Szlovákia), Telewizja Polska (Lengyelország), Akson Studio (Lengyelország)                    |
| Történetek az elveszett birodalomból       | tévéjáték             | Gödrös Frigyes (rendező); Gödrös Frigyes, Can Togay (forgatókönyvíró); Balog Gábor (operatőr)                                                                                      | 2005         | | gyártó: CameoFilm |
| Madárszabadító, felhő, szél                | játékfilm             | Szaladják "Taikyo" István (rendező, forgatókönyvíró); Gózon Francisco (operatőr)                                                                                                   | 2006         | 2006 - 36. Lubuskie Filmnyár – Łagów (versenyben) | Koproducer gyártó: Filmteam, Inforg Stúdió                                                                                  |
| A Nagy Könyv – Pál utcai fiúk              | filmetűd              | Török Ferenc (rendező); Gergely Zoltán (forgatókönyvíró); Garas Dániel (operatőr)                                                                                                  | 2006         | | gyártó: MTV, CameoFilm |
| Boszporusz felett a híd 1-3.               | dokumentumfilm        | Tolvaly Ferenc (rendező, író); Száraz Miklós György (dramaturg); Balog Gábor (operatőr)                                                                                            | 2007         | | gyártó: CameoFilm |
| Etetés                                     | kisjátékfilm          | Xantus János (rendező, forgatókönyvíró); Szily László (író); Nagy András (operatőr)                                                                                                | 2008         | | gyártó: CameoFilm |
| 1, az emberiség egy perce                  | játékfilm             | Pater Sparrow (rendező, forgatókönyvíró); Stanisław Lem (író); Kóczán Judit (forgatókönyvíró); Závada Pál (dramaturg); Tóth Widamon Máté (operatőr)                                | 2009         | 2009 - Magyar Filmszemle (versenyben) - Legjobb operatőr: Tóth Widamon Máté, - Legjobb producer: Csáky Attila, - Látványtervezői díj: Lányi Fruzsina, Pater Sparrow, Varga Judit, - Arany Olló: Kiss Wanda - Granadai Fiatal Filmrendezők Fesztiválja - Közönségdíj - Sitgesi Nemzetközi Filmfesztivál (versenyben) - Trieszti Science+Fiction Filmfesztivál (versenyben) 2010 - Fancine - Legjobb rendező: Pater Sparrow - Fantasporto - Legjobb rendező: Pater Sparrow, - Legjobb színész: Mucsi Zoltán - Fresh Filmfesztivál - Közönségdíj - Cinefantasy Săo Paulo - Legjobb sci-fi játékfilm - Athéni Nemzetközi Sci-Fi és Fantasy Filmfesztivál (versenyben) - Brüsszeli Nemzetközi Fantasztikus Filmfesztiválja (versenyben) - Liege Policier bűnügyi filmek nemzetközi fesztiválja (versenyben) 2011 - Montevideo Fantastico - Elismerő oklevél | Társproducer gyártó: Honeymood, End and End Image, MovieBar, Cameofilm, MTV, Laokoon Film, Ozumi Film, VisionTeam (Belgrád) |
| Papírrepülők                               | játékfilm             | Szabó Simon (rendező, forgatókönyvíró); Czomba Albert (operatőr) | 2009         | 2009 - Magyar Filmszemle (versenyben) - Simó Sándor-díj a legjobb elsőfilmnek (megosztva), - Legjobb producer: Csáky Attila - São Paulo Nemzetközi Filmfesztivál (versenyben) 2010 - KINOdiseea Nemzetközi Gyerekfilm Fesztivál Bukarest (versenyben) - Közönségdíj - Zlín Nemzetközi Gyermek- és Ifjúsági Filmfesztivál (versenyben) | gyártó: : Cameofilm, AfterjkA                                                                                               |
| Kolorádó Kid                               | játékfilm             | Vágvölgyi B. András (rendező, forgatókönyvíró); Lukács Dávid (operatőr) | 2010         | 2010 - Magyar Filmszemle - Moziverzum-díj, - Legjobb látvány és díszlet: Banovich Tamás - Montreali Nemzetközi Filmfesztivál (versenyben) – Elsőfilmek - Salernoi Nemzetközi Filmfesztivál (versenyben) | gyártó: CameoFilm |
| Ticket                                     | animáció              | Rofusz Ferenc (rendező, forgatókönyvíró); Erdős István, Pugner Edit (operatőr) | 2011         | 2011 - Valladolidi Nemzetközi Filmhét - Arany Kalász (fődíj, ex aequo) - Interfilm Nemzetközi Rövidfilmfesztivál (versenyben) - Animateka Nemzetközi Animációs Fesztivál (versenyben) 2012 - Syracuse Nemzetközi Filmfesztivál - Legjobb animáció díja | gyártó: CameoFilm |
| Budapest Bár: A pesti dal története        | dokumentumfilm        | Tóth Tamás (rendező); Weininger Gabriella, Tolvaly Orsolya (forgatókönyvíró); Tóth Tamás, Kolozsváry Bálint, Vajda Péter, Szigethy Márton, Blaumann Edit, Kóródy Dániel (operatőr) | 2014         | | gyártó: SANZONFILM |
| Anyám levelei Sztálin elvtársnak           | dokumentumfilm        | Mészáros Márta (rendező); Pataki Éva (szerkesztő-dramaturg); Jancsó Nyika (operatőr)                                                                                               | 2016         | | gyártó: CameoFilm |
| Bármi legyen, gazdagít                     | dokumentumfilm        | Mészáros Márta (rendező, forgatókönyvíró); Pataki Éva (forgatókönyvíró, dramaturg); Jancsó Nyika (operatőr)                                                                        | 2017         | | gyártó: SANZONFILM |
| Másutt – A Korda testvérek                 | dokumentumfilm        | Pataki Éva (rendező, forgatókönyvíró, szerkesztő, dramaturg); Jancsó Nyika (operatőr)                                                                                              | 2018         | | gyártó: CameoFilm |
| A láthatatlan generáció I-II.              | dokumentumfilm        | Mészáros Márta (rendező); Pataki Éva (szerkesztő); Klöpfler Tibor (operatőr) | 2018         | | gyártó: CameoFilm |
| A mindenség szerelmese – Juhász Ferenc 90’ | dokumentumfilm        | Juhász Anna, Surányi András (rendező); Juhász Anna (szerkesztő); Jancsó Nyika (operatőr)                                                                                           | 2018         | 2019 - 5. Magyar Filmhét (versenyben) - Legjobb hang (dokumentumfilm kategória) – Balázs Gábor | gyártó: CameoFilm |
| Braun András – portréfilm                  | dokumentumfilm        | Szendrey Tamás (rendező) | 2019         | | gyártó: CameoFilm |
| Szent Ignác útja                           | dokumentumfilm        | Tolvaly Ferenc és Balázs Zsuzsa (forgatókönyvírók); Tolvaly Ferenc (rendező); Pataki Ádám (vezető operatőr)                                                                        | 2021         | | gyártó: CameoFilm |
| Frici & Aranka                             | tévéfilm              | Vajda Anikó (forgatókönyvíró); Tóth Tamás (rendező); Szecsanov Martin (operatőr); Pallós Nelli (látványtervező; Juhász Anna (kreatív producer)                                     | 2022         | | gyártó: SANZONFILM forgalmazó: Cameofilm Studio Kft.                                                                        |
| A varázsló – Csernus Tibor festő           | dokumentumfilm        | Surányi András (rendező) | 2022         | 2022 - a veszprémi Magyar Mozgókép Fesztivál hivatalos versenyfilmje | gyártó: SANZONFILM |
| A színházcsináló Karinthy Márton           | dokumentum portréfilm | Juhász Anna (rendező); Jancsó Nyika (operatőr); | 2022         | | gyártó: CameoFilm (Együttműködő színházi szervezet: Karinthy Színház)                                                       |
|                                            |                       | |              | | |

Több készülő film producereként is dolgozik. Ezek
- Menekülés haza

CameoFilm
- MESÉLD ÚJRA! – Magyar népmesék újratöltve[72]
- A séta (forgatókönyvíró: Bartis Attila)[73]
- Arcadash (rendező: Dobronay László, forgatókönyvíró: Goldberg Emília és Móray Gábor)[74]

SANZONFILM
- Mészáros Márta portréfilm[14]

### További filmes munkák
Gyártásvezető
- Senkiföldje (rendező: Jeles András, 1993)[75]
- A magzat (rendező: Mészáros Márta, 1994.)[76]
- Temetés (rendező: Szász János, Fái András, 1998.)[77]
- Kicsi kéz tele porral (rendező: Rutkai Bori, Rutkai András, 1999.)[78]
- Kisvilma, az utolsó napló (rendező: Mészáros Márta, 1999.)[78][79]
- Levél Amerikába (Pismo do Amerika; rendező: Iglika Trifonova(wd), 2000.)[80][81]
- Hídember (rendező: Bereményi Géza, 2002)[28]

Felvételvezető
- Csapd le csacsi!, 1992[82]

Gyártási igazgató (Budapest Filmstúdió)
- A szerencse lányai, 1998
- Bolond Gránátalmafa, 1999
- Kelj Fel Jancsi, 2000[83]
- Torzók, 2001[84]